# スポーツの王様
『スポーツの王様』（スポーツのおうさま、原題：The Chump Champ　公開：1950年11月4日）は、アメリカ合衆国の映画会社メトロ・ゴールドウィン・メイヤー (MGM) に所属していたアニメーターのテックス・アヴェリーによる作品のひとつ。これは無敗のドルーピーが初めて負ける作品である。

## スタッフ
- 監督 テックス・アヴェリー
- 制作総括 フレッド・クインビー
- アニメーション制作 ウォルター・クリントン、マイケル・ラー、グラント・シモンズ
- 脚本 リッチ・ホーガン
- 音楽 スコット・ブラッドリー

## 内容
全米一のチャンピオンを決めるスポーツ大会が行われ、決勝に残ったのはドルーピーとスパイク。優勝者はスポーツの女王とキスさせてもらえるという特典に、両者は張り切って競技に臨む。ドルーピーを出し抜いて優勝してやろうと企んだスパイクは、ずるをしてドルーピーの競技を何度も妨害するが、うまくいかない。最後はドルーピーを騙して「全ての競技でズルをした」という誓約書を書かせ、優勝してしまうが、出てきた女王はスパイクが好みとするタイプではなかったため、スパイクは驚いて逃げ去ってしまう。これを見たドルーピーは「なんたってさぁ、インチキする奴は結局負けだぁね」（新吹き替えでは「ねえ聞いて…ずるしたら勝てない」）とつぶやく。

## 登場するキャラクター
ドルーピー
今回はスポーツ大会の選手役。スパイクに嘘を許してしまったため、優勝を逃すが、好むタイプではない女王に追いかけられるスパイクを見て「インチキした奴は結局負ける」（原作では　You know what. Cheat never win.）とつぶやく。無敗だったドルーピーが初めてスパイクに負けていた。
スパイク
スポーツの女王からキスしてもらおうとドルーピーを妨害するが、逆にやられてしまう。ドルーピーを嵌め、最後には優勝するが、出てきた女王は彼のタイプではなかったため逃げ去ってしまう。なお、原作と新吹き替えでは「ゴージャス・ゴリラ・ウェンツ」と呼ばれていた。
スポーツの女王
最後の場面で登場し、優勝した選手とキスをする。だが勝者スパイクにとって好みのタイプでなかったため、スパイクにキスをしようとするも逃げられてしまった。
大会の司会者
決勝戦に勝ち残ったドルーピーとスパイクを会場の観客へ紹介した。
2匹のサメ
水泳対決時にスパイクがプール内へ放ったが、最後はドルーピーに釣り上げられプールサイドへ展示された。
報道陣
ドルーピーが釣り上げたサメの周囲に集まり、新聞記事にしようと写真撮影した。

## 大会の競技種目
100m走
大会最初の種目。スパイクがスターターピストルを持ってスタート合図をするも・ピストルが鳴る前に走り出し、ゴール後にピストルを鳴らす。俊足のドルーピーは（スターターピストルが鳴ってから）一瞬でゴールし、「体がデカい割に、君のろまだねぇ」（新吹き替えでは「ねえ聞いて…君ずるいよ。」）とスパイクを皮肉った。
袋跳び競争
下半身を袋の中に入れ、両足跳びで100ｍ走りゴールを目指す。スパイクはドルーピーが入る袋に爆弾を仕掛けてドルーピーをやっつけようと企んだが、ドルーピーは爆弾が爆発する前にゴール。ドルーピーが入っていた袋をスパイクが覗き込むと、爆弾が爆発したため自滅した。
野球
ドルーピーが打者・スパイクが投手となり真っ向勝負。スパイクは野球ボールを「白く塗りボールに似せた爆弾」へすり替えてドルーピーをやっつけようと企むも、ドルーピーは爆発前に白塗り爆弾を打ち、打たれた爆弾はスパイク自らキャッチ。その後爆発したため自滅した。
水泳200m自由形
競泳用25mプールでドルーピー・スパイク両者が真っ向勝負。スパイクは2匹のサメをプール内へ放ってドルーピーを（サメに襲わせ喰わせる方法で）やっつけようと企んだが、ドルーピーは泳ぐだけでなく、サメを自ら釣り上げてプールサイドへ展示し報道陣に披露した。
射撃
スパイクがフリスビーを放ち、ドルーピーがライフルで撃つ。スパイクはフェイントをかけてドルーピーを失敗させようと企むも、ドルーピーが放ったライフルの弾に撃ち抜かれ失敗に終わった。
プロレス（旧吹き替えではレスリング）
スパイク・ドルーピー両者がリングで真っ向勝負。スパイクはドルーピーを押さえ込んだ後に足へマッチで火を点けてドルーピーをやっつけようと企むも、実際火が点いたのはスパイクの足だったため、自身がやけどをし自滅した。
パンチング（旧吹き替えではバッグ叩き）
ボクシンググローブを装着して柱に吊るされたサンドバッグを叩き、その回数を競う。スパイクはドルーピー挑戦前、サンドバッグ内に金床を仕掛けてドルーピーを失敗させようと企むも、ドルーピーは技を見事成功。スパイクがサンドバッグを叩くと、金床の衝撃で体がバラバラになり自滅した。
丸太乗り競争（旧吹き替えでは材木転がし）
水面に浮かんだ丸太をスパイク・ドルーピー両者が足で回転させ、一定時間落水せずに丸太上でバランスを取れるかを競う。ローラースケートを履いて丸太に乗っていたドルーピーが自らの指で丸太の回転を止めると、スパイクはバランスを崩して落水した。
ゴルフ
ドルーピーとスパイクがゴルフで対決し、「プレー本番中は静粛に」との指示が出される。スパイクは2丁の銃を乱射させたりラッパを吹いたりしてドルーピーの気を散らせ失敗させようとするも、ドルーピーはそれら妨害をものともせずショット。ドルーピーが放った球はゴール側の壁に当たって跳ね返り、妨害行為をしていたスパイクへ突っ込んだ。
1500m走
大会最終種目。スパイクは白線を公道側へ書き換えて車を乗り入れさせ、ドルーピーを車に轢かせる方法でやっつけようと企むも、自身が車に轢かれ自滅。その後ドルーピーが走り出すと、スパイクは占い師に変装しコースを塞ぐ形でテントを設営。「全ての種目でインチキした」旨の誓約書をドルーピーに書かせてスパイクが優勝を勝ち取り・念願の「スポーツの女王とキスする権利」を獲得するも、出てきた女王は好みのタイプでなかったためスパイクは発狂して会場から逃げ出し、最後は敗れたドルーピーが「インチキする奴は結局負けだ」との台詞を発した。

## 日本でのテレビ放送
TBS系『トムとジェリー』で真ん中の作品として放送された。

## 収録ソフト
- トムとジェリー ドルーピーといっしょ VOL.3（VHS）
- ドルーピー君サーカスへ行く 編（DVD）
- トムとジェリーVOL.7 特典映像（DVD）